# Акколка
Акколка (каз. Аққолқа) — село в Нуринском районе Карагандинской области Казахстана. Входит в состав Каракоинского сельского округа. Код КАТО — 355259200.

## Население
В 1999 году население села составляло 127 человек (69 мужчин и 58 женщин). По данным переписи 2009 года, в селе проживал 131 человек (70 мужчин и 61 женщина).